# Велика награда Београда 1939.
Велика награда Београда или Београдски Гран При је последња аутомобилска трка овог типа одржан пред Други светски рат, 3. септембра 1939, два дана након Хитлерове Инвазије на Пољску и званичног почетка рата.
Одржана је под покровитељством југословенског краљ Петра II, на Калемегданском парку, који више нема функцију ауто-стазе.
Победник трке је био Италијан Тацио Нуволари, ком је то последња Велика награда у каријери. У трци су учествовали и познати немачки возачи попут Манфреда фон Браухича, Хермана Милера, Хермана Ланга и Ханса Штука. Југословенски представник је био србин Бошко Миленковић.
Нуволари и Милер су возили за тим Ауто Униона, фон Браухич и Ланг за Мерцедес-Бенц, док је Миленковић учествовао самостално, и заузео четврто место, са 19 кругова заостатка за првом тројицом, услед квара на свом Бугатију Т51. Возачи Униона су возили Ауто Унион Д, а Мерцедесови Мерцедес-Бенц W154.

## Тренинг
Пар дана пре трке, најбоље резултате је остварио Ланг, уз време 1мин 16с, док је фон Браухич имао пролазно време 1мин 17с. На другом тренингу, Ланг поправља време за једну секунду, а Браухич бива гори за две. Нуволари је стигао тек дан касније, и најбоље пролазно време му је било 1мин 17с, док су се возачи Мерцедес-Бенца поправили на 1мин 14с. По избијању вести о инвазији Пољске, фон Браухич је покушао да напусти земљу, како пише у својим мемоарима.

## Ток трке
Пред 50.000 гледалаца, најпре су се одвиле три мотоциклистичке трке и четири мање аутомобилске.
Нуволари је стартовао са 5. места, али је, након 16. круга и обиласка фон Браухича изашао на 2. место, а после 30. круга престигао Милера и одржао предност до краја. Ланг је, онеспособљен, био принуђен да напусти трку услед повреде ока, након што му је камичак пробио стакло на аутомобилу.

## Епилог
Награду је победнику Нуволарију доделио краљ Петар II, а Београдски Гран-при је постао последња трка пред светски конфликт, и симболичан крај златне ере аутомобилизма тридесетих година.

## Занимљивости
На дан трке, у продају је пуштена "специјална серија поштанских марака" - четири маркице, по две са мотоциклистима и колима.
Добрица Ћосић, у свом роману Грешник даје детаљан опис трке, и користи је као један од централних мотива радње.
Део радње белгијског стрип аутора Марка ван Опена под именом Велика награда (ориг. Grand Prix) се одвија управо у Београду за време трке.